# Jules Albert Wijdenbosch
 Jules Albert Wijdenbosch (Paramaribo, 2 de Maio de 1941 – Paramaibo, 30 de abril de 2025) foi um político surinamês que serviu como presidente do Suriname de 1996 a 2000. Venceu as eleições que disputou com Runaldo Ronald Venetiaan, sendo que ao termino do mandato Runaldo Ronald Venetiaan retornou ao poder.

## Eleição de 1996
Nas eleições de 1996 , nenhum partido obteve a maioria dos votos, muito menos os 2 terços das cadeiras necessárias para eleger o candidato: a Frente Nova conquistou 24 cadeiras e o Partido Democrático Nacional 16, e o restante foi distribuído entre a outra minoria partidos. No final, as eleições foram realizadas novamente, o que resultou em Jules Wijdenbosch do Partido Nacional Democrata como o candidato vencedor, assumindo o cargo em 14 de setembro de 1996.

## Presidência 1996-2000
No início do novo governo de Wijdenbosch, o ex-líder golpista e líder militar Dési Bouterse, que comandou o Suriname por 11 anos, foi totalmente excluído.
Sob seu governo, em abril de 1997, a Holanda emitiu um mandado de prisão internacional contra o ex-ditador Dési Bouterse, suspeito de ter ligações com o tráfico de drogas. Em resposta, o então presidente Wijdenbosch nomeou o ex-ditador como Conselheiro de Estado, ganhando imunidade diplomática.
No final daquele ano, uma tentativa fracassada de golpe culminou na prisão de 17 funcionários de baixo escalão. A tentativa de golpe estava relacionada às condições de trabalho dos soldados, deterioradas pelos baixos salários e equipamentos obsoletos.

## Atos de corrupção durante o governo
Em agosto de 1997 , Wijdembosch foi acusado por um de seus ministros de gastos extravagantes, como a compra de um iate presidencial. Wijdenbosch foi forçado a comprometer-se com grupos minoritários no parlamento para consolidar o apoio da Assembleia Nacional. Em 1998 Wijdenbosch teve que buscar apoio para ter maioria no governo.
Depois de deixar o poder, o Fundo Monetário Internacional expressou preocupação com a grande dívida, e soube-se que Wijdenbosch havia pago por um carro no valor de US$ 50 000 com um empréstimo da dívida pública. O Banco Central do Suriname disse que Wijdenbosch usou US$ 300 000 de dívida pública.

## A grande oposição a Wijdembosch
Em junho de 1998 , a Associação de Fabricantes e Comerciantes fechou por vários dias pedindo a renúncia do governo e o estabelecimento de uma administração não política. O fechamento, que se seguiu a uma greve dos petroleiros contrários à abertura do setor à participação estrangeira, jogou o país no caos. No final do ano, os setores agropecuário e de mineração fizeram novos protestos trabalhistas devido à demora do governo em ajustar as taxas de câmbio com a margem de lucro comercial, após a desvalorização sofrida pelo florim do Suriname em relação ao dólar norte-americano.
A agitação social e uma crise econômica sem precedentes se intensificaram nos primeiros meses de 1999. A maior greve geral da história do Suriname e os gigantescos protestos de meses em Paramaribo levaram o Parlamento a depor o gabinete em junho de Wijdenbosch, acusando-o do colapso econômico do país. No início de junho de 1999, a Assembleia Nacional aprovou por maioria uma noção de censura ao presidente Wijdenbosch, mas a maioria de 2 terços para demiti-lo não foi alcançada. Não conseguindo remover Wijdenbosch, obrigam-no a convocar eleições antecipadas em Maio de 2000. Em maio de 2000, a FN venceu as eleições parlamentares e, em agosto, Ronald Venetiaan foi eleito presidente com 37 dos 51 votos na Assembleia Nacional.

## Trabalho do governo
A maior construção da República do Suriname é a Ponte Jules Wijdenbosch que vai de Paramaribo à cidade de Nieuw Amsterdam. Esta ponte ficou 4 anos em construção, com a ajuda dos Estados Unidos e do governo do Suriname. Esta ponte transporta mais de 100 000 pessoas por mês ligando as 2 grandes cidades. 

## Pós-governo
Depois de encerrar seu governo à força, Wijdenbosch continuou no governo como Ministro das Finanças, mas devido a seus atos anteriores de corrupção, ele teve que renunciar em 2001.
Em 18 de janeiro de 2002 , a Assembléia votou para iniciar um processo legal contra Wijdenbosch e seu ex-ministro Errol Alibux por suspeita de envolvimento nos assassinatos de dezembro . Embora a sentença ainda não tenha sido proferida e nem os méritos, o ex-presidente Wijdenbosch ainda aguarda sentença, enquanto o ex-ministro Errol Alibux deixou o país logo após a sentença.

Em seguida, houve outra denúncia, desta vez ao ex-presidente Jules Albert Wijdenbosch, novamente acusado de corrupção, por vender um prédio por um valor três vezes superior ao valor original, em Paramaribo. O ex-presidente Wijdenbosch foi ao tribunal, que o declarou inocente por falta de provas.